# BEDNAR FMT
BEDNAR FMT s.r.o. je český výrobce zemědělské techniky. Specializuje se na vývoj strojů pro zpracování půdy, setí a hnojení, management posklizňových zbytků, meziřádkovou i řádkovou kultivaci.

## Historie
Společnost byla založena v roce 1997 jako STROM Export s.r.o. Ladislavem Bednářem a jeho společníky; zaměřovala se na export českých zemědělských strojů. Postupně začala vyrábět vlastní stroje, přičemž prvním produktem byl diskový podmítač DISK PROFI, uvedený v roce 1998. Během let rozšířila svoji produktovou řadu a modernizovala výrobní závody, zejména v Rychnově nad Kněžnou.
V roce 2013 se společnost přejmenovala na BEDNAR FMT a Ladislav Bednář se stal jediným vlastníkem. Společnost nabízí škálu zemědělských strojů včetně diskových podmítačů, secích strojů a meziřádkových kypřičů, zejména pro velkovýměrové zemědělství; některé stroje se naopak uplatňují v precizním zemědělství s nižší ekologickou stopou. Své výrobky pravidelně představuje na mezinárodních zemědělských výstavách, jako jsou Agritechnica a SIMA.
Společnost provozuje rozsáhlou distribuční síť po celé Evropě, Severní a Jižní Americe, Asii a Austrálii.

## Rekord
V roce 2023 zpracoval diskový podmítač SWIFTERDISC XE 18400 MEGA rekordních 769,36 hektarů za 24 hodin.
Průměrné provozní údaje:
- Pracovní hloubka: 7 cm
- Průměrná spotřeba paliva: 3,1 l/ha
- Maximální pracovní rychlost: 21 km/h
- Průměrný výkon: 32,6 ha/hod
- Ujetá vzdálenost: 450,7 km
- Celková spotřeba paliva: 2355,6 l